# Hệ thống phức tạp
Bản mẫu:Hệ thống phức tạp
Hệ thống phức tạp là một hệ thống bao gồm nhiều thành phần có thể tương tác với nhau. Ví dụ về các hệ thống phức tạp là khí hậu toàn cầu, sinh vật, não người, cơ sở hạ tầng như lưới điện, hệ thống giao thông hoặc liên lạc, các tổ chức kinh tế và xã hội (như thành phố), hệ sinh thái, tế bào sống và cuối cùng là toàn bộ vũ trụ.
Các hệ thống phức tạp là các hệ thống có hành vi rất khó mô hình hóa do sự phụ thuộc, cạnh tranh, mối quan hệ hoặc các loại tương tác khác giữa các bộ phận của chúng hoặc giữa một hệ thống nhất định và môi trường của nó. Các hệ thống " phức tạp " có các thuộc tính riêng biệt phát sinh từ các mối quan hệ này, chẳng hạn như phi tuyến tính, xuất hiện đột ngột, trật tự tự phát, thích ứng và các vòng phản hồi, trong số các mối quan hệ khác. Bởi vì các hệ thống như vậy xuất hiện trong nhiều lĩnh vực khác nhau, sự tương đồng giữa chúng đã trở thành chủ đề của lĩnh vực nghiên cứu độc lập của chúng. Trong nhiều trường hợp, rất hữu ích khi biểu diễn một hệ thống như một mạng nơi các nút đại diện cho các thành phần và liên kết đến các tương tác của chúng.

## Tổng quan
Thuật ngữ các hệ thống phức tạp thường dùng để nghiên cứu các hệ thống phức tạp, là cách tiếp cận khoa học để điều tra làm thế nào mối quan hệ giữa các bộ phận của hệ thống làm phát sinh các hành vi tập thể và cách hệ thống tương tác và hình thành mối quan hệ với môi trường của nó. Nghiên cứu về các hệ thống phức tạp coi các hành vi tập thể, hoặc toàn hệ thống, là đối tượng cơ bản của nghiên cứu; vì lý do này, các hệ thống phức tạp có thể được hiểu là một mô hình thay thế cho chủ nghĩa giản lược, cố gắng giải thích các hệ thống theo các bộ phận cấu thành của chúng và các tương tác riêng lẻ giữa chúng.
Là một lĩnh vực liên ngành, các hệ thống phức tạp thu hút sự đóng góp từ nhiều lĩnh vực khác nhau, chẳng hạn như nghiên cứu tự tổ chức từ vật lý, theo trật tự tự phát từ khoa học xã hội, hỗn loạn từ toán học, thích ứng từ sinh học và nhiều lĩnh vực khác. Do đó, các hệ thống phức tạp thường được sử dụng như một thuật ngữ bao gồm cách tiếp cận nghiên cứu các vấn đề trong nhiều ngành khác nhau, bao gồm vật lý thống kê, lý thuyết thông tin, động lực học phi tuyến, nhân học, khoa học máy tính, khí tượng học, xã hội học, kinh tế học, tâm lý học và sinh học.